# Música sí
Música sí fue un espacio musical que rescataba la fórmula de programa musical para "todos los públicos" al estilo de Aplauso, Tocata, Rockopop, etc. El programa lo impulsó Susana Uribarri como Directora del Área de Entretenimiento de TVE, Toñi Prieto como Productora Ejecutiva,  Pilar Tabares (Productora), Sergio Vidal (Realizador), Miguel Sánchez Canales (Subdirector)  y José Ramón Pardo (Guionista). En las últimas temporadas estuvo dirigido y realizado por Jorge Horacio Fernández, realizador de otros programas como La quinta marcha (Telecinco), o Ponte las pilas (TVE). Fue el programa musical más visto del país durante sus años de emisión.

## Historia
El programa se estrenó en noviembre de 1997 a través de La 2 de TVE. En el primer programa actuaron Backstreet Boys, Dover y Jarabe de Palo, entre otros. Muy pronto, la audiencia del programa despuntó entre el resto de opciones televisivas matinales, y el espacio pasó a La Primera de TVE, donde se mantuvo los sábados por la mañana ininterrumpidamente los casi 7 años de emisiones. El último programa se emitió en La Primera el 6 de marzo de 2004. El programa fue reemplazado por Música Uno.

## Formato
En cada programa se repasaban las noticias más importantes del mundo musical más comercial, las listas de éxitos y discos más vendidos, y contaba con actuaciones en (en playback y directo) y numerosos especiales dedicados a un cantante o grupo.
Por el escenario de Música Sí han pasado gran parte de los artistas más populares del panorama nacional e internacional y en ocasiones se daba oportunidades a bandas menos conocidas por el público en general.

## Audiencia
El espacio tuvo, en su última temporada, una audiencia media del 22,2% de share.

## Invitados
Muchos de los artistas más exitosos de ese momento pasaron por el programa, algunos de ellos en varias ocasiones: The Corrs, Dover, The Cranberries, Blondie, Texas, Alejandro Sanz, Cher, Britney Spears, Kyle Minogue, Bruce Springsteen, Backstreet Boys, Jennifer López, NSYNC, Supertramp, Aqua, Shakira, Estopa, Avril Lavigne, Natalie Imbruglia, Joaquín Sabina,  Safri Duo, Anastasia, t.A.T.u., Blue, Alizée,  Westlife, Vengaboys, Malú, Sixpence None the Richer, Marc Anthony, Nek, Geri Halliwell, El Canto del Loco, La Oreja de Van Gogh, Mónica Naranjo, Kate Ryan, Ricky Martin, Gloria Estefan. Carlos Santana. Milk Inc., Operación Triunfo, etc.

## Presentadores
- Alonso Caparrós, Mar Regueras, Hugo de Campos y Leticia Solórzano (1997-1998)
- Hugo de Campos, Jennifer Rope y Rocío Muñoz (1998-1999)
- Hugo de Campos y Jennifer Rope (1999-2000)
- Jennifer Rope (2000, de mayo a septiembre)
- Hugo de Campos, Jennifer Rope y Sandra Morey (2000-2001)
- Hugo de Campos, Jennifer Rope, Sandra Morey y Neil Solé (DJ Neil) (2001-2002)
- Hugo de Campos, Jennifer Rope, Sandra Morey, Neil Solé, Xenia Sevillano, Natalie Robress y Xoel Pamos (2002-2003)
- Hugo de Campos, Jennifer Rope, Sandra Morey, Neil Solé y Natalie Robress (2003-2004)